# مهرگیاه (رمان)

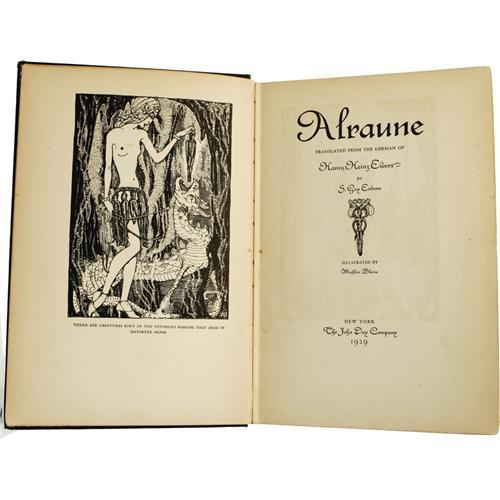
صفحه اول نسخه 1929 - آلمرونهرمان مهرگیاه (1911)

مهرگیاه نام یک رمان ادبی است که توسط هانس هینز اورز، نویسندهٔ اهل آلمان در سال ۱۹۱۱ نوشته شده‌است. این رمان یکی از آثار ادبی برجستهٔ جهان است.